# Quarterback

La posizione del quarterback

Il quarterback (abbreviato QB) è il regista della squadra offensiva nonché uno dei ruoli principali in una squadra di football americano o di football canadese: i migliori professionisti sono tra gli atleti più retribuiti e ricchi di tutti gli sport del mondo. Il quarterback è definito "capo dell'attacco", la sua funzione principale è quella di far applicare gli schemi che gli vengono suggeriti dal capo allenatore, leggere la difesa avversaria e guidare l'attacco in end zone per realizzare un touchdown.

## Compito
Il quarterback prima dell'azione si schiera dietro la linea d'attacco, subito dietro il giocatore definito centro (oppure un po' più distante da quest'ultimo nelle formazioni Shotgun) che al momento dello snap gli dà la palla facendosela passare sotto le gambe. Una volta ricevuta la palla, il centro va a bloccare la pressione della difesa avversaria (che si crea non appena la palla si muove) insieme agli altri giocatori della offensive line formando la cosiddetta "tasca", una specie di barriera che ha la funzione di proteggere il QB e dove egli ha tutto il tempo, in caso di azione di lancio, di effettuare appunto il lancio al ricevitore smarcato, nella condizione di minor pressione possibile.
Nel caso invece di un'azione di corsa il quarterback, ricevuta la palla, la consegnerà di mano ad un runningback il quale correrà in uno dei buchi che il centro e gli altri uomini della offensive line appositamente gli apriranno secondo lo schema.
Il quarterback, nel momento in cui riceve la palla diventa il bersaglio della difesa avversaria e i giocatori in attacco devono fare il più possibile per proteggerlo.
Non è raro vedere il QB che una volta ricevuta la palla corra lui stesso; infatti, se egli si trova a poche iarde dalla chiusura del down o meglio a poche iarde dalla linea di meta, allo snap gli uomini di linea gli aprono un varco entro il quale può tentare d'inserirsi mantenendo la palla fra le mani invece di lanciarla o di consegnarla a un runningback.
Un buon quarterback deve essere dotato, oltre che di grande carisma sui compagni di squadra, di precisione e potenza di lancio, mobilità di gambe e capacità di leggere la difesa avversaria per intuire le incipienti azioni dei rivali.

## Primatista

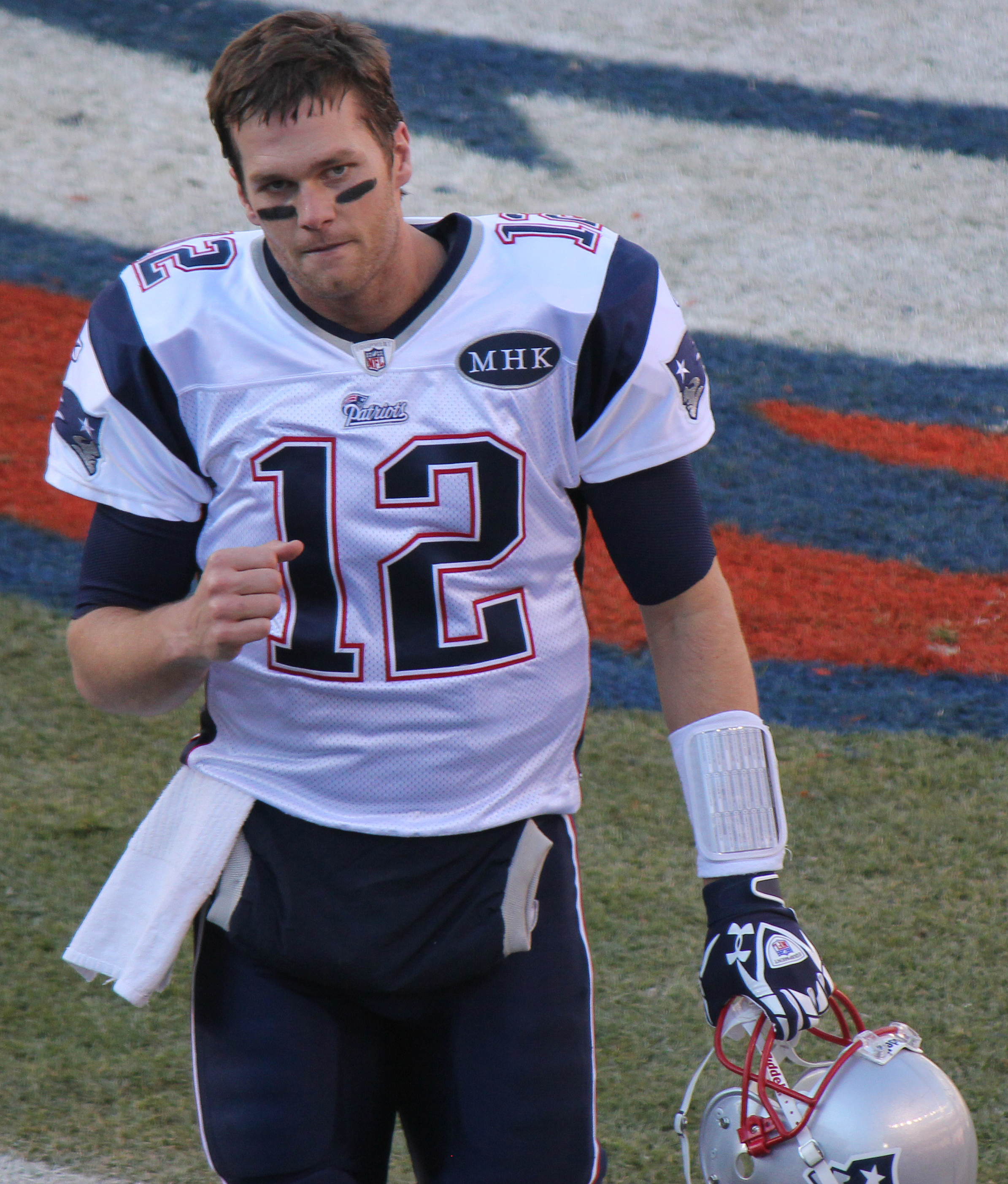
Tom Brady, ex quarterback dei New England Patriots e Tampa Bay Buccaneers.

Tom Brady con la vittoria nella edizione del Super Bowl disputata il 7 febbraio 2021 è il quarterback con più Super Bowl vinti della storia raggiungendo quota 7 nonché il primatista assoluto di Super Bowl disputati, considerando gli altri 3 persi, per un totale di 10 finali NFL.
Valutando le sue qualità fisiche e grandi prestazioni in gara, molti esperti lo considerano il più forte giocatore di football della storia: in lingua inglese definito con l'acronimo G.O.A.T. ossia Greatest Of All Time.

## Rinomati
I giocatori più rinomati e celebrati sono ricordati nella Pro Football Hall of Fame; citazioni particolari meritano Terry Bradshaw e Joe Montana, che vinsero 4 Super Bowl ciascuno. Tra quelli che furono i primi divi delle folle di tifosi figurano Sammy Baugh e Otto Graham. Altri campioni memorabili, in ordine cronologico di nascita, sono: Bart Starr, Fran Tarkenton, Roger Staubach, Joe Namath, Jim Plunkett, Jim Kelly, John Elway, Dan Marino, Troy Aikman, Peyton Manning.

## Ingaggi al rialzo
Le cifre favolose che vengono elargite ai campioni più vincenti e ai giovani più promettenti stabiliscono primati in ingaggi che vengono superati al rialzo continuo nel tempo di un mese o meno: infatti proprietari, allenatori, selezionatori e agenti dei giocatori s'impegnano in estenuanti trattative considerando quanto pagano nelle altre squadre quindi se i dirigenti di una squadra vogliono tenersi un quarterback, che ritengono valido, lo devono pagare di più delle squadre concorrenti altrimenti lo perdono e le norme che regolano la NFL consentono di pagare senza un limite i migliori giocatori. Si consideri che tali ingaggi sono solo la base dei contratti che includono premi e bonus vari, i quali cambiano in relazione ai risultati: praticamente i dirigenti di ogni squadra mettono a disposizione altre decine di milioni che fanno lievitare ulteriormente l'introito per i giocatori vincenti sul campo; proprio grazie a tali cifre extra, l'introito annuale del campione più vincente di sempre Tom Brady può lievitare sino 30 000 000 $ all'anno, ma l'ingaggio base per lui è meno della metà rispetto quarterback molto più giovani nell'anno 2019. Negli ultimi anni i contratti con ingaggi pluriennali che hanno stabilito primati d'introito annuale sono dei quarterback seguenti:
- Joe Flacco nel 2013 con 120 600 000 $ per 6 anni ossia 20 100 000 $ all'anno[4]
- Aaron Rodgers nel 2013 con 110 000 000 $ per 5 anni ossia 22 000 000 $ all'anno[5]
- Andrew Luck nel 2016 con 140 000 000 $ per 6 anni ossia 23 333 333 $ all'anno[6]
- Derek Carr nel 2017 con 125 000 000 $ per 5 anni ossia 25 000 000 $ all'anno[7]
- Matthew Stafford nel 2017 con 135 000 000 $ per 5 anni ossia 27 000 000 $ all'anno[8]
- Jimmy Garoppolo nel 2018 con 137 500 000 $ per 5 anni ossia 27 500 000 $ all'anno[9]
- Kirk Cousins nel 2018 con 84 000 000 $ per 3 anni ossia 28 000 000 $ all'anno[10]
- Matt Ryan nel 2018 con 150 000 000 $ per 5 anni ossia 30 000 000 $ all'anno[11]
- Aaron Rodgers nel 2018 con rinnovo di contratto 134 000 000 $ per 4 anni ossia 33 500 000 $ all'anno[12]
- Patrick Mahomes nel 2020 con rinnovo di contratto 503 000 000 $ per 10 anni ossia 50 300 000 $ all'anno [13]
- Dak Prescott nel 2021 con rinnovo di contratto 160 000 000 $ per 4 anni ossia 40 000 000 $ all'anno[14]
- Derek Carr nel 2022 con rinnovo di contratto 121 500 000 $ per 3 anni ossia 40 333 333 $ all'anno[15]
- Dak Prescott nel 2024 con rinnovo di contratto 240 000 000 $ per 4 anni ossia 60 000 000 $ all'anno [16]